# Tiganogona glebosa
Tiganogona glebosa är en mångfotingart som först beskrevs av Ottis Robert Causey 1951.  Tiganogona glebosa ingår i släktet Tiganogona och familjen Cleidogonidae. Inga underarter finns listade i Catalogue of Life.